# Daniela Padoan
Pour les articles homonymes, voir Padoan.
Daniela Padoan, née le 25 novembre 1958 à Bologne, est une écrivaine et essayiste italienne.

## Biographie
Elle est la fille de l'auteur de littérature jeunesse : Gianni Padoan, avec qui elle a écrit certains de ses derniers livres.
Ses principaux sujets de recherche (documentés et approfondis au moyen de livres, de documentaires et d'interviews) rendent compte des témoignages de la Shoah et de la résistance féminine face aux différents régimes dictatoriales, allant de l'Argentine au Rwanda.
En 2003, elle publie pour la maison d'édition Bompiani : Come una rana d'inverno (Comme une grenouille en hiver), centré sur les témoignages de Goti Herskovits Bauer, Liliana Segre et Giuliana Fiorentino Tedeschi qui font partie des principales témoins italiennes de la Shoah. Le livre obtient un certain succès commercial et fait l'objet de nombreuses réimpressions et d'une nouvelle édition en 2018. En 2019, il est publié en Espagne sous le titre Como una rana en invierno. Tres mujeres en Auschwitz (Comme une grenouille en hiver. Trois femmes à Auschwitz).
Dans le même thème, Gianni Padoan réalise en 2007 le documentaire : La Shoah delle donne (La Shoah des femmes) pour Rai 3 et en 2008 le documentaire : Dalle leggi razziali alla Shoah (Des lois raciales à la Shoah) (pour l'émission La grande storia). En 2010, elle publie dans la revue Rivista di estetica un numéro intitulé : Il Paradosso del testimone (Le paradoxe du témoin) (n. 45, 3/2010 an L, Rosenberg & Sellier) qui regroupe des essais de Aharon Appelfeld, Ruth Klügler et Hanna Kugler Weiss, témoins importants de la Shoah.
Toujours sur la base de témoignages, elle rédige un essai intitulé : La costruzione della testimonianza tra storia e letteratura (La construction du témoignage entre histoire et littérature), publié dans le livre Essere donne nei lager (Être des femmes dans les camps de concentration) (édité par A. Chiappano, Giuntina, 2009).
En 2004, elle publie, toujours chez Bompiani, Le pazze. Un incontro con le Madri di Plaza de Mayo (Les Folles. Rencontre avec les Mères de la Place de Mai), une histoire à plusieurs voix, racontée par les fondatrices de l'association historique qui, à la recherche de leurs enfants « disparus » (desaparecidos), ont affronté l'une des dictatures les plus féroces du XXe siècle. Le livre remporte le prix Martoglio per il giornalismo en 2005 et le prix Nonino en 2006.
Sur le thème : les mères des desaparecidos, elle a réalisé, en 2002, La piazza delle Madri dal fazzoletto (La place des Mères au mouchoir). C'est une interview vidéo avec Hebe de Bonafini, la présidente des Madres di Plaza de Mayo, réalisée par Dario Barezzi, qui a filmé en 2006 (en Argentine) Le Madri di Plaza de Mayo (Les Mères de la Place de Mai), diffusé sur Rai3, toujours dans le cadre de la série documentaire Doc3-Auteur.
En 2006, pour Rai News 24, elle réalise le reportage Via Lecco, 9, centré sur l'histoire d'un groupe de réfugiés politiques de la Corne de l'Afrique.
En tant que critique littéraire et cinématographique, elle publie Ermanno Olmi. Il sentimento della realtà (Ermanno Olmi. Le sentiment de la réalité), un livre-entretien sur le cinéaste. Il est publié par les éditions San Raffaele 2008, ainsi que son livre : Tra scrittura e libertà (Entre écriture et liberté).
I discorsi dei Nobel per la letteratura (Les discours des lauréats du prix Nobel de littérature) (paru aux éditions San Raffaele 2010) est un recueil de discours politiques et de témoignages d'écrivains ayant reçu le prix Nobel : Imre Kertész, Josif Brodskij, Gao Xingjian, et Wole Soyinka. C'est un portrait qui se concentre sur ce que beaucoup ont appelé le secolo dei campi (Le siècle des camps) : des camps de concentration aux goulags, des camps de rééducation chinois aux prisons de l'apartheid. Le livre a été réédité par Bompiani en 2018 sous le titre : Per amore del mondo. I discorsi politici dei Premi Nobel per la letteratura (Pour l'amour du monde : discours politiques des lauréats du prix Nobel de littérature).
Elle revient sur le thème des origines culturelles du racisme en étudiant ses racines anthropocentriques. Elle écrit avec Luigi Luca Cavalli-Sforza (l'un des chercheurs les plus influents dans le domaine de la génétique des populations et des migrations humaines) le livre en deux parties Razzismo e noismo. Le declinazioni del noi e l'esclusione dell'altro (Le Racisme et nous-mêmes. Les variations du « nous » et l'exclusion de l'Autre) (Einaudi 2013).
Elle collabore avec Radio 1 Rai en organisant des émissions en direct avec des invités ; elle écrit des textes de variétés et des pièces radiophoniques. Pour la télévision, elle participe à la création d'émissions sur Rai Educational, dont La scuola in diretta (L'école en direct).
Dans le domaine de la littérature jeunesse, elle publie les ouvrages : Miti e leggende del mondo antico (Mythes et légendes du monde antique) (Sansoni 1996), Miti e leggende dei popoli del mondo (Mythes et légendes des peuples du monde) (Sansoni 1998), e Tottoi e i delfini (Tottoi et les dauphins), avec son père Gianni Padoan (Giunti 1996).
Elle travaille à la création d'un encart culturel dans le quotidien : Fatto Quotidiano, mais aussi dans une revue féministe : Via Dogana et pour l'Enciclopedia Treccani, en s'occupant notamment des biographies sur les écrivains italiens nés dans d'autres pays. Enfin, elle s'emploie également à l'écriture d'une biographie sur Liliana Segre.
Dans le secteur de l'écologique, elle publie en 2020 l'ouvrage : Niente di questo mondo ci risulta indifferente (Rien dans ce monde ne nous est indifférent) chez Interno4 Edizioni. C'est le résultat d'un processus encouragé par l'association Laudato Sì, qui a impliqué plus de deux cents chercheurs, militants et associations dans une discussion sur l'encyclique Laudato Sì du Pape François, dans le but de promouvoir une alliance pour le climat, la Terre et la justice sociale (revue de Luigi Manconi).
Depuis 2022, elle dirige la série : Lupicattivi - Voci di ecologia integrale, de Castelvecchi Editore. La même année, elle publie le volume Gli stati generali dell'acqua, (Les états généraux de l'eau), dont elle est l'éditrice, une sorte de livre-assemblée auquel participent des climatologues, des géographes, des biologistes, des militants, des représentants d'institutions et des protagonistes qui militent pour que l'eau devienne un bien commun.
Elle a collaboré avec Il manifesto et Avvenire. Depuis 2023, elle écrit pour La Stampa.
Le 22 avril 2023, elle est élue Présidente de Libertà e Giustizia, une association italienne de culture politique.

## Activité politique
En 2014, elle est candidate aux élections européennes sur la liste Autre Europe avec Tsipras, une coalition de partis et d'associations qui soutenaient la candidature du leader de SYRIZA Alexīs Tsipras à la présidence de la Commission européenne. Elle obtient 4 053 suffrages sans être élue.
Depuis juillet 2014, elle est porte-parole en Italie de l'eurodéputée Barbara Spinelli, avec qui elle travaille sur les questions de droits, de libertés civiles et de migration. En avril 2019, elle est reconduite aux élections européennes avec la liste La Sinistra (La Gauche). Elle obtient 2 090 suffrages sans être élue.
Elle est présidente de l'association Laudato Sì (une alliance pour le climat, la terre et la justice sociale) et est l'une des fondatrices dell'Osservatorio Solidarietà e dell'associazione ADIF - Diritti e frontiere.
En 2023, elle est candidate aux élections régionales de Lombardie, en tête de liste à Milan et dans la province sur la liste Alleanza Verdi e Sinistra (AVS) au nom d'Europa Verde. Elle est élue avec 1 567 suffrages, mais en vertu de l'actuelle loi électorale lombarde, son siège (le deuxième attribué à la liste AVS dans le district de Milan et sa province) est attribué par le bureau central régional au premier candidat non élu parmi le candidat à la présidentielle, Pierfrancesco Majorino.

## Travaux
- Miti e leggende del mondo antico, Collana Fette di melone, Firenze, Sansoni, 1996,  (ISBN 978-88-383-2022-4).
- Miti e leggende dei popoli del mondo, Collana Fette di melone, Firenze, Sansoni, 1998,  (ISBN 978-88-383-2072-9).
- Un'eredità senza testamento. Inchiesta di Fempress sui femminismi di fine secolo, Introduzione, Quaderni di Via Dogana, 2001.
- Come una rana d'inverno. Conversazioni con tre donne sopravvissute ad Auschwitz : Liliana Segre, Goti Bauer, Giuliana Tedeschi, Presentazione di Furio Colombo, Milano, Bompiani, 2004, 2018,  (ISBN 978-88-452-9609-3); Torino, Einaudi, 2024.
- Le pazze. Un incontro con le Madri di Plaza de Mayo, Collana Tascabili n.939, Milano, Bompiani, 2005, 2019,  (ISBN 978-88-452-3347-0).
- con Ermanno Olmi, Il sentimento della realtà, Milano, Editrice San Raffaele, 2008.
- La costruzione della testimonianza tra storia e letteratura, in A. Chiappano, Essere donne nei Lager, Firenze, Giuntina, 2009.
- con Luigi Luca Cavalli-Sforza, Razzismo e noismo. Le declinazioni del noi e l'esclusione dell'altro, Torino, Einaudi, 2013.

### Anthologies
- Tra scrittura e libertà. I discorsi dei Premi Nobel per la Letteratura, Milano, Editrice San Raffaele, 2010.
- Il paradosso del testimone, n. 45 (3/2010) anno L, Torino, Rosenberg & Sellier, 2010.
- Niente di questo mondo ci risulta indifferente, Interno4 Edizioni, 2020.
- Gli stati generali dell'acqua, Roma, Castelvecchi Editore, 2022.
- Liliana Segre, La stella polare della Costituzione. Il discorso al Senato, Torino, Einaudi, 2023.